# 가토역
가토역(일본어: 加斗駅)은 일본 후쿠이현 오바마시에 위치한 서일본 여객철도 오바마 선의 철도역이다. 단선 승강장 1면 1선의 구조를 갖춘 지상역이다.

## 이용 현황
| 승차 인원 추이 | 승차 인원 추이 |
| 연도           | 1일 평균       |
| -------------- | -------------- |
| 1998           | 155            |
| 1999           | 144            |
| 2000           | 142            |
| 2001           | 130            |
| 2002           | 136            |
| 2003           | 123            |
| 2004           | 113            |
| 2005           | 109            |
| 2006           | 102            |
| 2007           | 96             |
| 2008           | 87             |
| 2009           | 81             |
| 2010           | 82             |
| 2011           | 79             |
| 2012           | 81             |
| 2013           | 80             |

## 역 주변
- 국도 제27호선
- 마이즈루와카사 자동차도 오바마니시 나들목

## 역사
- 1921년 4월 3일 : 오바마 선의 와카사타카하마 역 - 오바마 역 간 연장에 의해 개업. 여객 및 화물 취급 개시.
- 1961년 3월 1일 : 화물 취급 폐지.
- 1973년 3월 15일 : 무인화. 열차 교환 설비 철거.
- 1987년 4월 1일 : 일본국유철도 분할 민영화에 의해, 서일본 여객철도가 승계.

## 인접 역
| 서일본 여객철도 오바마 선      | 서일본 여객철도 오바마 선 | 서일본 여객철도 오바마 선 |
| ------------------------------ | ------------------------- | ------------------------- |
| 와카사혼고 히가시마이즈루 방면 | ■ 오바마 선               | 세이하마 쓰루가 방면      |